# Stanisław Bartkiewicz
Stanisław Bartkiewicz (ur. 1967) – polski inżynier inżynierii materiałowej. Absolwent Politechniki Wrocławskiej. Od 2014 r. profesor na Wydziale Chemicznym Politechniki Wrocławskiej.